# 全ビルマ学生民主戦線
全ビルマ学生民主戦線（ぜんビルマがくせいみんしゅせんせん、ビルマ語:  မြန်မာနိုင်ငံလုံးဆိုင်ရာကျောင်းသားများဒီမိုကရက်တစ်တပ်ဦး、英語: All Burma Students' Democratic Front、略称：ABSDF またはမကဒတ）は 、ミャンマーの反政府武装勢力である。このグループは、1988年の8888民主化運動の後、1988年11月5日に設立された。中心メンバーは、当時のビルマ族の亡命大学生・高校生だが、他にも退役軍人、教師、商人、医師とさまざまな人々が参加した。

## 活動

### 結成
1988年11月5日、泰緬国境のカレン民族同盟（KNU）の拠点の1つコウムラ（Kawmoorah）で、18の反政府武装勢の50人の代表者が集まり、KNU、カレンニー民族進歩党（KNPP）、新モン州党（NMSP）の支援を受けて、全ビルマ学生民主戦線（ABSDF）が結成され、1970年代のヤンゴン大学の学生指導者の1人で、当時36歳だったトゥンアウンジョー（Tun Aung Gyaw）が議長に就任した。メンバーには8888民主化運動の最中に結成された2つの学生組織、全ビルマ学生自治会連盟（ABFSU）と全ミャンマー学生自治会連盟（All Myanmar Federation of Student Unions：AMFSU）のメンバーが多かった。
ABSDFは（１） 国民を抑圧から解放すること（２）ビルマに民主主義と人権をもたらすこと（３）平和を達成すること（４）ビルマに連邦を形成することという4つの目標を掲げ、11月14日には、少数民族武装勢力の連帯組織・民族民主戦線（NDF）の拡張組織であるビルマ民主同盟（DAB）にも参加した。ビルマ共産党（CPB）を除けば、ミャンマーの一般市民と少数民族武装勢力の共闘は、これが史上初だった。
ABSDFは、泰緬国境地帯の他、中緬国境地帯、印緬国境地帯にも少数の部隊を配置していた。中緬国境地帯の部隊はカチン独立軍（KIA）の支援を受けていた。

### 訓練
泰緬国境地帯でABSDFに参加した若者たちは、KNUの軍事部門・カレン民族解放軍（KNLA）やKNPPの軍事部門・カレンニー軍（KA）の下で、軍事訓練を受けた。しかし訓練の厳しさもさることながら、マラリア、食糧難、民族同士の派閥争い、資金も兵器も不足している武装組織に対する失望から多くの若者が途中離脱した。ABSDFの命名者でさえ離脱し、KNU支配地域に逃れてきた約3000人の若者のうち、最終的に残ったのは1000人ほどだったのだという。
また若者たちの意識にも問題があった。当時、KNLAには日本人傭兵の西山孝純が参加しており、若者たちの訓練を担当したが、「彼らのほとんどに運動経験がないためランニングや腕立て伏せも満足にできず、空手他格闘技も習得できず、地雷取り扱いの訓練には欠席者続出、一日中茶屋に入り浸っている者多数」という体たらくだったのだという。それだけでなく、当時のミャンマーでは大学生は超少数のエリートだったため、「学生たちは自分たちのほうが少数民族武装勢力の人々より優秀と信じこみ、それなのに少数民族問題に興味を持とうともせず、派閥を作り、被害者意識が強く、自己アピールが強すぎた」と苦言を呈している。また当時、KNU支配地域を取材していた山本宗補は、「若者たちは世界中の人々が支援の手を差し伸べてくれて、数年で軍事政権を倒せると本気で思っていた」とその見通しの甘さを指摘している。逆にABSDFの若者たちの間には「KNUは自分たちを利用している」という不信感があったのだという。
当時のKNUの司法省秘書官・ベンジャミンは以下のように述べている。
しかしそれでも最終的に18の大隊が結成され、そのうち10個 (201から211) はKNU領土に、101と102はNMSP領土に、303はKNPP領土に、601はパオ民族機構（PNO）領土に、701と702はビルマ北東部のKIOに、801はSSNLOに、901はビルマ北西部のアラカン民族統一戦線（NUFA）の領土に配属された。また医師、弁護士、教師、理系学生など専門知識のある者は、キャンプの管理人に任命された。

### 分裂・衰退
ABSDFには、当初からABFSU派とAMFSU派の派閥争いがあった。1989年11月、KNUのミンタミー（Minthamee）キャンプで開かれた第2回ABSDF大会で、モーティーズンが新議長に選出された。彼はミンコーナインとともに8888民主化運動の中心人物の1人で、新社会民主党を結成して1990年に予定されていた総選挙に挑もうとしたものの、当局に非合法政党と認定されたことで断念し、ABSDFに参加した人物だった。ちなみに泰緬国境地帯のABSDF内では、AMFSUの支持を受けたモン族の医師のナインアウン（Naing Aung）が優勢だったが、トゥンアウンジョーの計らいで中緬国境地帯、印緬国境地帯の代表者を投票に加えたことで、新参者で、泰緬国境地帯のABSDF内では支持者は少ないものの、知名度が高いモーティーズンが当選したという事情があった。しかし、ナインアウン派の学生が海外の大学への留学を希望した際、モーティーズンが、1970年代のCPB党員が「革命こそがわれわれの大学であり、武装闘争こそがわれわれの人生である」と主張して留学を許可せず、留学を希望する多くの学生がABSDFを離脱するということがあった。
そして、1991年に開かれた第3回ABSDF大会で、モーティーズン派とナインアウン派は再び対立。モーティーズンががあくまでも武装闘争路線を支持したのに対し、ナインアウンはモーティーズンが民主主義的手続きを無視していると非難した。実際、ABSDFに支持基盤がないモーティーズンは、自身のシンパを募って革命委員会という組織を設立し、ABSDFの中央委員会の存在を無視して組織を運営していた。KNU議長ボー・ミャが仲裁に入ったが、功を奏さず、結局、ナインアウンが新議長に選出されが、ABSDFはモーティーズン派、ナインアウン派、中立派に三分裂した。この分裂劇と、後述する1991年～1992年の間の大量粛清劇によりABSDFは評判を著しく落とし、幻滅した多くの若者がABSDFを離脱した。さらに、ABSDFを離脱したメンバーが、KNU、NLD（解放地域）、ビルマ連邦国民評議会（NCUB）など他の反政府組織に加入したことにより、モーティーズン派とナインアウン派の対立は民主化運動全体に波及し、深刻な分裂と対立を引き起こした。
また、1991年から1995年にかけて、国軍がKNUの支配地域を断続的に攻撃を加え、ABSDFの兵士は、KNLAやNMSPの軍事部門・モン民族解放軍（MNLA）とともに戦ったが、この間の戦闘でABSDFは多くの戦死者を出した。あまりにも犠牲が多いので、ABSDF幹部は、他に逃れる場所のない者以外の入隊希望者を拒否していた。1994年にKIAが国家法秩序回復評議会（SLORC）と停戦合意を締結したことにより、ABSDFはカチン州の拠点を失った。1995年1月26日には、KNUの本部があったマナプロウが陥落し、ABSDFもタイへの避難を余儀なくされ、またしても多くの離脱者を出した。1998年にはABSDF本部事務所の責任者であり、あらゆる文書管理を担当し、あらゆるトップレベルの内部会議に出席して記録を取っていたキンタン（Khin Than）が政府に投降して、組織は大打撃を受けた。
ABSDFは、少数民族武装勢力と違って自身の領土がなく、収入源もなかった。また武装闘争を標榜していたため国際機関の支援を受けられず、経済的に困窮していた。しかし国連難民高等弁務官事務所（UNHCR）の支援を受けて、アメリカ、欧州、オーストラリア、ニュージーランドなどへ難民として渡るのは比較的容易だった。また妊娠を機に離脱する女性メンバーも多かった。さらにABSDF内には国防省情報局（DDSI）のスパイが入りこんで偽情報、あらぬ噂を流した。国軍情報局が発行する『ミェキンチッ（Myet-Khin-Thit、『新しい剣』の意味）』という雑誌には、虚実ないまぜのABSDFのスキャンダルが掲載され、メンバーの間に不和を生じさせた。真偽を確認しようにも、ABSDFのキャンプはお互いに遠く離れ、交通・通信の手段に乏しく、それも不可能だった。

### 停戦合意

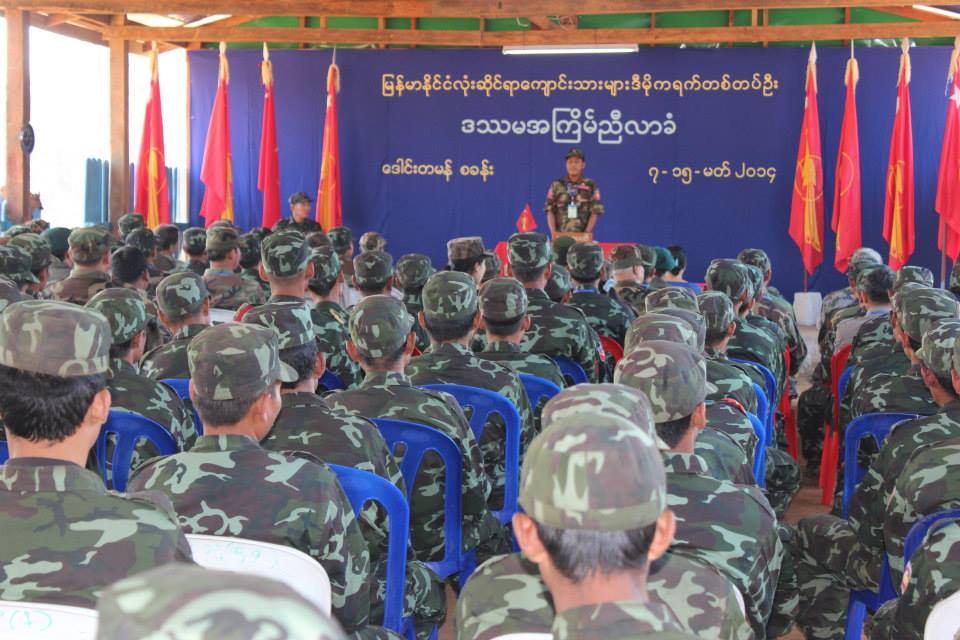
タンケー（2014年）

1996年、対立する派閥が再統合したが、その頃にはメンバーは数百人にまで減少していた。新議長にはナインアウンが選出されたが、相変わらず両派は別々に行動していた。2001年、ナインアウンは既婚女性と関係を持ったことを理由にABSDFから除名され、モーティーズンが事実上のリーダーとなったものの、同年、アメリカへ亡命した。その後、ABSDFは元医大生のタンケーに率いられ、泰緬国境地帯で活動を続けたていたが、既にして国軍に戦闘を仕掛ける能力はなく、欧米諸国のNGOから資金援助を受けるために、地元住民を対象に政治学などあまり生活の役に立たないワークショップを開催するのみの活動にとどまった。2012年には、大量粛清劇以来関係が途絶えていたKIAに請われ、ABSDFは、ザガイン地方域とカチン州を結ぶシュウェボ～マンダレー回廊沿いに部隊を展開させた。
2013年8月5日、ABSDFは、カレン州政府と州レベルの和平協定に署名。 8月10日には連邦レベルの和平協定に署名し、2015年10月15日には全国停戦協定（NCA）にも署名した。

### 2021年クーデター後
2021年クーデターの後、ABSDFは民主派の国民統一諮問評議会（NUCC）のメンバーとなり、国民統一政府（NUG）と、軍事作戦、財政、同盟構築に関する覚書を締結したが、詳細は非公開である。
ABSDFは、約30年ぶりに大規模な兵士の募集を開始し、その歴史と伝統に惹かれた多くの若者たちが入隊した。2025年7月現在、ASBDFの部隊は後述する3つの地域で活動しているが、NUGの資金援助は不十分で、あるABSDFの幹部は「ザガイン地方域（KIAの領土）の部隊では兵士の2人に1人は兵器を所有しているのに対し、マグウェ地方域の部隊では兵士の4人に1人しか兵器を所有していない」と述べている。

## 組織

### 兵力
北部支部に約1,000人、南部支部に約500人。

### 活動地域
- 北部支部 - カチン州とザガイン地方域の州境、インドー（英語版）（ザガイン）、マンシー（英語版）（カチン州）。KIAと協力。
- 南部支部 - カレン州（第1、第5、第6、第7旅団の領土）。KNUと協力。
- 中央 - ヨー（Yaw）地域[注釈 4]。第12大隊と第14大隊からなる第3列（Column 3）という部隊が、ガンゴー（英語版）とパコックに拠点を置き、NUG傘下のPDF、地域型PDF、NUGの地方行政機関の治安部隊・人民防衛チーム（PDT）と協力しながら、半自律的に活動している[29]。

### 資金源
領土を持たないABSDFは常に兵器不足と資金難に悩んでいる。資金源は、住民に課税したり、資源採取事業を営んだりせず、もっぱら住民からの寄付、物品販売、在外の88世代からの寄付に依存しているる。

### 機関誌
ABSDFは、1988年から『ドーンオウェイ（Dawn Oway：「孔雀の声」）』という名前の機関誌を発行していた。ABSDFやその同名組織のメンバーであれば誰でも寄稿でき、活動記録だけではなく小説や詩も掲載された。『ドーンオウェイ』はABSDFのキャンプ、同盟組織、世界中のABSDF支持者、タイのミャンマー人移民労働者に配布され、ビルマ国内にも秘密裏に送られたが、そのために多くの逮捕者を出した。『ドーンオウェイ』は資金難のため 2012年11月1日に発行された号をもって休刊となった。

### 女性組織
ABSDFには少数ながら女性もいたが、女性は最前線には送られず、主に事務仕事を担っていた。また結婚したら組織を離れて、難民キャンプで暮らすことを奨励されていたのだという。この状況に飽きたらなかったABSDFの女性メンバー・スープウィン（Sue Pwint）は、1995年、ABSDF中央委員会の許可を受けたうえで、女性の能力開発を目的として、のちにビルマ女性連合 (BWU) となる組織を結成した。BWUは海外にABSDFを支持する女性たちを頼って、オーストリア、米国、ノルウェーなどのさまざまな国に支部を置いた。スープウィントはビルマ女性連盟（WLB）の創設メンバーの1人でもある。

## 大量粛清劇
1991年8月から1992年5月にかけて、カチン州にあるABSDF北部で、35人が処刑または尋問中の拷問で殺害される粛清劇が起きた。1992年2月12日には1日で15人が殺害されたのだという。
当時、ABSDF北部は、ABSDF北部委員会によって統制されており、議長はマンダレーの有名な学生運動家で、全ビルマ学生連合の副議長を務めたトゥンアウンチョー（Htun Aung Kyaw）、事務総長はアウンナイン（Aung Naing）、軍事責任者はタンギャウン（Than Gyaung）、軍事副責任者はミョーウィン（Myo Win）で、彼は元ヤンゴン工科大学の学生で、8888民主化運動の際は、首切り魔として悪名を轟かせており、キンニュン率いる軍情報局（MIS）のスパイ疑惑もあった人物だった。
既述のとおり、ABSDF北部はKIAの支援を受けていたが、そのKIAからもたらされた翡翠の利権と海外からの援助金をめぐって、トゥンアウンチョー派とそれ以外の3人との間で対立が起き、スパイ疑惑をかけられたトゥンアウンチョーとそのグループの人々が粛清の対象となった。なおABSDF議長だったナインアウンは、当時、泰緬国境地帯に滞在していたが、疑惑が持ちあがるとABSDF北部本部を訪れ、スパイ疑惑をかけられた人々をひとりひとりを尋問し、最終的に処刑の許可を出したとされる、2012年に亡命先のタイから帰国した際に事件への関与を否定している。
粛清の模様は凄惨なもので、当地のABSDFメンバーの面前で行われ、最後はほぼ全員が首を切り落とされた。例えば、トゥンアウンチョー処刑の模様は以下のようなものだった。
また唯一の女性犠牲者が処刑された模様は以下のようなものだった。
この事件はすぐに海外メディアによって報道されたが、ミャンマー国内では反政府勢力のイメージ悪化を恐れて、長い間、隠蔽されていた。しかし2011年の民政移管後、生存者や遺族が事実を語り始め、2015年にABSDF真実正義委員会が詳細なレポートを発表するにおよび、人口に膾炙するところとなった。また2016年11月にABSDFが発表した1988年以降に戦死した戦友740名と負傷者400名のリストと、ABSDFのメンバーリストには、処刑された人々が含まれておらず、生存者・遺族は憤りの声を上げた。
加害者とされる人々のその後だが、ナインアウンは、2002年にハーバード大学ケネディ・スクールで学ぶための奨学金を提供されたが、事件の生存者・遺族が大学に猛抗議して、奨学金を取り消させた。現在、彼は泰緬国境で「開発と民主主義のためのネットワーク（Network for Development and Democracy）」という社会組織を運営しているのだという。アウンナインもこの組織のメンバーで、2008年にBBCビルマに採用されそうになったが、これも関係者の猛抗議で取り消しとなった。タンギャウンは1994年にKIAが政府と停戦合意を結んだ後、シャン州軍・（北）（SSA-N）に転じ、その後1998年、シャン州軍（南）（SSA-S）に転じた。2006年に政府に逮捕され懲役68年の判決を受けたが、2018年4月、NLD政権下で大統領恩赦を受けて釈放され、その後、サオ・クンチョーと名乗ってシャンニー民族軍（SNA）の副司令官となったが、2021年5月26日、部下によって射殺された。生存者・遺族は、ミャンマーの人権団体・政治犯支援協会（AAPP）が、タンギャウンを政治犯のリストに入れていることに抗議していた。
また、モーティーズンはこの事件には関与していなかったが、2012年に亡命先のアメリカから帰国した際、1993年にABSDFモーティーズン派の参謀長を務めていたテイナイン（Htay Naing）をスパイ容疑で殺害したかどで告発された。告発によると、タイナインは手錠をかけられて小さな竹の小屋に２週間監禁された後、川岸に掘られた小さな穴に全裸で埋められ、最後は監視係に撃ってくれと懇願して、殺害されたのだという。モーティーズンの帰国を知ったタイナインの母親は、ヤンゴンのノース・ダゴン警察署に告発し、テインセイン大統領にも報告。テインセインはヤンゴン地方域政府に刑事訴訟を起こすように指示した。これに対してモーティーズンは、記者会見を開いて、疑惑を直接否定せず、「もしも自分が起訴されるのであれば、旧軍事政権が1962年、1970年、1988年、2007年に行った虐殺についても起訴されるべきだ」と述べて、すぐに飛行機に飛び乗り、アメリカへ再び亡命した。